# Kishan Singh di Bharatpur
Kishan Singh (Bharatpur, 4 ottobre 1899 – Agra, 27 marzo 1929) fu maharaja di Bharatpur dal 1900 al 1929.

## Biografia
Kishan Singh nacque a Bharatpur il 4 ottobre 1899, figlio primogenito del maharaja Ram Singh e della sua seconda moglie, maharani Girraj Kaur. Venne educato al Mayo College di Ajmer e Wellington.
Egli ascese al trono dopo la deposizione di suo padre il 27 agosto 1900, venendo incoronato a Bharatpur il 30 agosto di quello stesso anno, ma permanendo sotto la reggenza della madre sino al raggiungimento della maggiore età per governare il 28 novembre 1918.
Nel 1910 presenziò al funerale di Edoardo VII d'Inghilterra e nel 1911 fu presente al Delhi Durbar ricevendo la medaglia d'oro da Giorgio V. Il 12 febbraio 1926 ottenne la croce di Grand'Ufficiale dell'Ordine della corona da parte dei reali del Belgio per meriti commerciali tra i due stati.
Il 3 marzo 1913 sposò maharani Rajendra Kaur, figlia minore del raja Balbir Singh di Brar.
A partire dal 1919 avviò una totale riorganizzazione dell'esercito del suo Stato e proclamò l'hindi lingua di stato. Si recò dunque in visita nello Sri Lanka e fondò la 'Brij-mandal'a Shimla. Rese inoltre obbligatoria per tutti l'educazione primaria. Promulgò leggi sociali e atti di riforma dello Stato, introducendo un sistema di partecipazione agli affari di stato con crediti alle banche.
Promosse largamente anche la costruzione di ospedali ayurvedici ed iniziò ad organizzare una grande esibizione annuale a Bharatpur per promuovere il commercio e le arti locali. In occasione della grande carestia che colpì il suo Stato nel 1924 si dimostrò particolarmente generoso nei confronti del popolo e nell'interesse pubblico.
Morì ad Agra il 27 marzo 1929 e venne succeduto dal figlio primogenito Brijendra Singh.